# Jules Surdez
Jules Auguste Eugène Surdez, né à Saint-Ursanne le 10 novembre 1878 et décédé à Berne le 21 février 1964, est un écrivain jurassien et un folkloriste qui s'est consacré toute sa vie au patois local de filiation franc-comtois.
Passant sa jeunesse à Ocourt il apprend à connaitre le patois du Clos du Doubs et des environs à l'auberge de ses parents. Après un séjour au Mexique, il devient enseignant à Saignelégier, aux Bois et à Epiquerez. C'est durant ses 45 ans d'enseignement qu'il se familiarise avec les autres patois du Jura Suisse, notamment ceux de St Brais, Montfoncon et Enfers. 

## L'écrivain et le folkloriste
Toute sa vie Jules Surdez recueille plus de 2 000 proverbes, il établit 10 000 fiches de mots patois pour le Glossaire des patois romands. Il récolte surtout des contes et des fôles, et devient l'un des grands spécialistes de la langue franc-comtoise dans le Jura Suisse. 
Correspondant du Glossaire des patois romands, du Jura de Porrentruy, du Folklore Suisse, de l'Almanach du Jura, de la Croix Fédérale, du Conteur Romand et du Franc-Montagnard, il est aussi membre d'honneur de Pro-Patria et de la Société des patoisants romands, Docteur honoris causa en philosophie de l'Université de Berne et membre de la Société Jurassienne d'Emulation et de la Société suisse des traditions populaires. 
C'est par l'intermédiaire de ses nombreuses revues qu'il édite des nouvelles, des comédies, des fôles (contes fantastiques patois) et des proverbes. Il écrit aussi deux romans en patois : l'Aindgeatte et En lai rive de l'Âve; et des chansons patoises devenus très populaire, Lai Saint-Maitchin, l'Aidjolate, Lai fête d'Epavlé ... 
Bien que plus édité actuellement Gilbert Lovis a publié plusieurs de ses œuvres.

## Œuvres

### Romans
- L'Aindgeatte
- En lai rive de l'Âve

### Nouvelles, pièces
- Es Baîchattes, tragédie en 3 actes du patois du Clos du Doubs, Porrentruy, Imprimerie du Jura, 1902
- Piera Péquignat, drame en 4 actes en patois d'Ajoie, Porrentruy, Imprimerie du Jura, 1907
- Proverbes patois jurassiens, Tramelan, Imp SH Voumard, 1928
- Tiaitrïnnate, pièce en trois actes, Courtelary, H Strahm-Liengme, 1934
- Lai Tirie-foeûs, nouvelle, Moutier, Imprimerie du Petit Jurassien, 1943
- Lai Boille, nouvelle, La Chaux-de-Fonds, Imprimerie Robert Tissot, 1944
- Le Frondon, nouvelle, Delémont, Imprimerie Boéchat, 1946
- Les Béls-ouejés au patois de Bonfol, Porrentruy, La Bonne Presse, imprimerie du Franc-Montagnard, 1949
- Le Târpie, nouvelle, Saignelégier, imprimerie du Franc-Montagnard, 1949
- Le Beniessenère, nouvelle en patois du Clos-du-Doubs, Porrentruy, Imprimerie du Jura, 1945
- Lai Bâme, nouvelle, Porrentruy, Imprimerie du Jura, 1958
- Le Toeuniat, nouvelle, Porrentruy, Imprimerie du Jura, 1960

### Publications récentes
- Lovis Gilbert, Contes fantastiques du jura, recueillis par Jules Surdez (1878-1964), Société suisse des traditions populaires, Bâle, 1987
- Lovis Gilbert, Vieux contes du Jura, recueillis à Ocourt par Jules Surdez, ASPRUJ / Association pour la Sauvegarde du Patrimoine Rural Jurassien, 1991